# COVID-19-Pandemie auf den Marshallinseln
Die COVID-19-Pandemie in den Marshallinseln tritt als Teil der weltweiten COVID-19-Pandemie auf, die im Dezember 2019 in China ihren Ausgang nahm. Die COVID-19-Pandemie betrifft die neuartige Atemwegserkrankung COVID-19. Ab dem 11. März 2020 stufte die Weltgesundheitsorganisation (WHO) das Ausbruchsgeschehen des neuartigen Coronavirus als weltweite Pandemie ein.
Der Inselstaat Marshallinseln im mittleren Ozeanien hat etwa 53.000 Einwohner. Nach ersten Fällen im Herbst 2020, die isoliert werden konnten, gab es 2021 keine COVID-19-Fälle auf den Marshallinseln. Im August 2022 kam es dann zu einem großen COVID-19-Ausbruch in der Bevölkerung.

## Verlauf
Der erste Fall einer Covid-19-Infektion trat am 28. Oktober 2020 auf. Drei weitere am 18. November.
2021 gab es keine COVID-19-Fälle auf den Marshallinseln. Im August 2022 kam es dann zum ersten Ausbruch, am Montag, dem 8. August 2022 wurde die erste Übertragung des Virus in der Bevölkerung nachgewiesen. Innerhalb einer Woche gab es 3000 Infizierte, zwei Todesopfer und vier Hospitalisierungen. Allein von Sonnabend, dem 13. August 2022 auf Sonntag verdoppelte sich die Zahl der Kranken in der Hauptstadt auf tausend Betroffene. Der Gesundheitsminister der Marshallinseln Jack Niedenthal teilte am Montag, dem 15. August 2022 mit, dass 75 % aller Corona-Tests positiv waren.

## Maßnahmen
Auf den Marshallinseln gibt es zwei zentrale Krankenhäuser, das Leroj Atama Medical Center in Majuro mit 101 und das Leroj Kitlang Health Center in Ebeye mit 45 Betten. Des Weiteren gibt es 58 lokale Gesundheitszentren auf den Atollen und Inseln. Ein weiteres Krankenhaus befindet sich auf dem US-amerikanischen Stützpunkt auf dem Kwajalein-Atoll.
Das Gesundheitsministerium der Marshall Islands gab Anfang März 2020 bekannt, dass am 3. März eine 66-jährige Frau mit Verdacht auf eine SARS-CoV-2-Infektion ins Majuro Hospital eingeliefert worden sei. Der Verdacht bestätigte sich nicht.
Seit dem 8. März 2020 gilt ein Einreiseverbot – neben anderen Ländern – auch für Reisende aus Deutschland und für Transitreisende nach Deutschland. Reisende, die auf den Marshallinseln ankommen, werden verstärkten Einreisekontrollen unterzogen, dies führt zu Gesundheitsprüfungen mit Temperaturmessungen und in Einzelfällen auch zu Einreisesperren. Der internationale Flugverkehr wurde bis zum 5. Mai 2020 eingestellt, lediglich die Flüge der Air Marshall Islands waren zugelassen. Ankommende Kreuzfahrtschiffe und Yachten durften nicht anlegen.
Nach dem ersten Nachweis der Ausbreitung von SARS-CoV-2 in der Bevölkerung wurde am 8. August 2022 der Gesundheitsnotstand ausgerufen.
Bei dem COVID-19-Ausbruch im August 2022 musste COVID-19-infiziertes Gesundheitspersonal in Krankenhäuser und Arztpraxen zurückberufen werden, damit das Gesundheitssystem des Landes nicht zusammenbricht.

### Infizierte

Bestätigte Infizierte auf den Marshallinseln nach Daten der WHO. Oben kumuliert, unten Tageswerte

### Todesfälle

Bestätigte Todesfälle in Marshallinseln nach Daten der WHO. Oben kumuliert, unten Tageswerte